# Discicristata
Discicristata – takson eukariotów należący do supergrupy excavata.

## Systematyka
Według Adla należą tutaj:
- Heterolobosea Page i Blanton, 1985
  - Pharyngomonadidae Cavalier-Smith w Cavalier-Smith i Nikolaev, 2008
  - Tetramitia Cavalier-Smith, 1993 przywrócony przez Cavalier-Smith w Cavalier-Smith i Nikolaev, 2008
- Euglenozoa Cavalier-Smith, 1981 przywrócony przez Simpson, 1997
  - Euglenida Bütschli, 1884 przywrócony przez Simpson 1997 – glony
  - Diplonemea Cavalier-Smith, 1993 przywrócony przez Simpson, 1997
  - Symbiontida Yubuki i inni, 2009
  - Kinetoplastea Honigberg, 1963